# Municipio de Spring Valley (condado de McPherson)
El municipio de Spring Valley (en inglés: Spring Valley Township) es un municipio ubicado en el condado de McPherson en el estado estadounidense de Kansas. En el año 2010 tenía una población de 335 habitantes y una densidad poblacional de 3,58 personas por km².

## Geografía
El municipio de Spring Valley se encuentra ubicado en las coordenadas 38°18′40″N 97°25′41″O / 38.31111, -97.42806. Según la Oficina del Censo de los Estados Unidos, el municipio tiene una superficie total de 93.56 km², de la cual 93,54 km² corresponden a tierra firme y (0,02 %) 0,02 km² es agua.

## Demografía
Según el censo de 2010, había 335 personas residiendo en el municipio de Spring Valley. La densidad de población era de 3,58 hab./km². De los 335 habitantes, el municipio de Spring Valley estaba compuesto por el 97,01 % blancos, el 0,3 % eran afroamericanos, el 1,19 % eran amerindios y el 1,49 % eran de una mezcla de razas. Del total de la población el 0,6 % eran hispanos o latinos de cualquier raza.